# Ноултон (Вісконсин)
Ноултон (англ. Knowlton) — місто (англ. town) в США, в окрузі Марафон штату Вісконсин. Населення — 1984 особи (2020).

## Демографія
Згідно з переписом 2010 року, у місті мешкало 1910 осіб у 760 домогосподарствах у складі 580 родин. Було 889 помешкань
Расовий склад населення:
| - 98,0 % — білих - 0,3 % — азіатів - 0,2 % — корінних американців - 0,2 % — чорних або афроамериканців |

До двох чи більше рас належало 0,8 %. Частка іспаномовних становила 1,7 % від усіх жителів.
За віковим діапазоном населення розподілялося таким чином: 22,3 % — особи молодші 18 років, 65,2 % — особи у віці 18—64 років, 12,5 % — особи у віці 65 років та старші. Медіана віку мешканця становила 44,0 року. На 100 осіб жіночої статі у місті припадало 109,7 чоловіків;  на 100 жінок у віці від 18 років та старших — 109,2 чоловіків також старших 18 років.
Середній дохід на одне домашнє господарство  становив 103 370 доларів США (медіана — 73 750), а середній дохід на одну сім'ю — 111 367 доларів (медіана — 88 676). Медіана доходів становила 55 000 доларів для чоловіків та 42 115 доларів для жінок. За межею бідності перебувало 4,9 % осіб, у тому числі 11,0 % дітей у віці до 18 років та 4,4 % осіб у віці 65 років та старших.
Цивільне працевлаштоване населення становило 1021 особа. Основні галузі зайнятості: виробництво — 25,2 %, освіта, охорона здоров'я та соціальна допомога — 20,4 %, фінанси, страхування та нерухомість — 11,8 %, науковці, спеціалісти, менеджери — 9,0 %.